# Sissili
Sissili ist eine der 45 Provinzen des westafrikanischen Staates Burkina Faso. Die Hauptstadt ist Léo.

## Liste der Departements/Gemeinden
| Nr. | Departement/Gemeinde |
| --- | -------------------- |
| 1   | Biéha                |
| 2   | Boura                |
| 3   | Léo                  |
| 4   | Niabouri             |
| 5   | Nébiélianayou        |
| 6   | Silly                |
| 7   | Tô                   |